# 毛紹濂
毛紹濂（？年—？年），號蓮史，大竹人，由光緒己丑舉人，光緒十九年署鄰水縣教諭，雷波教諭、浙江盬大使。是一位政治人物，清朝時曾在四川順慶府鄰水縣（位於今四川省東部，梁大同三年置，是一個千年古縣）擔任官吏。